# 32032 Askandola
32032 Askandola este un asteroid din centura principală de asteroizi.

## Descriere
32032 Askandola este un asteroid din centura principală de asteroizi. A fost descoperit pe 5 mai 2000 la Socorro, New Mexico, în cadrul proiectului LINEAR. Asteroidul prezintă o orbită caracterizată de o semiaxă mare de 2,28 ua, o excentricitate de 0,07 și o înclinație de 4,1° în raport cu ecliptica.